# IC 4629
IC 4629 је ознака објекта на координатама са ректансцензијом 16h 56m 9,0s и деклинацијом - 16° 42" 36'. Открио га је Делајл Стјуарт, 1899. године. Каснијим посматрањима на том положају није уочен никакав астрономски објекат.